# Carmen Aristegui
María del Carmen Aristegui Flores (Città del Messico, 18 gennaio 1964) è una giornalista, conduttrice televisiva e conduttrice radiofonica messicana.
È considerata una delle giornaliste messicane più importanti ed è conosciuta principalmente per le sue opinioni riguardo al governo messicano.

## Biografia
Nata da padre basco e madre di origini spagnole e francesi, Carmen Aristegui ha proseguito gli studi in Sociologia e Scienze della comunicazione presso l'Università nazionale autonoma del Messico. Ha iniziato la sua carriera televisiva su Imevisión, lavorando poi con Javier Solórzano in programmi d'informazione come En Blanco y Negro e Noticias Canal 52: Aristegui-Solórzano. Successivamente ha lavorato nei programmi Primer Plano e Partidos Políticos. Dal 2005 conduce Aristegui su CNN en Español.
Nel marzo 2015 è stata licenziata illegalmente dalla MVS Radio a seguito di un'inchiesta giornalistica nel quale era emerso che l'allora presidente messicano Enrique Peña Nieto, sua moglie Angélica Rivera e il ministro delle finanze avevano acquistato residenze da aziende che avevano avuto appalti dal governo.

## Premi e riconoscimenti
Nel 2008 la giornalista ha ricevuto il Premio Maria Moors Cabot, mentre nel 2013 le è stata conferita la Legion d'onore dal governo francese. Nel 2016 è stata inserita nella lista annuale 100 Women, stilata dalla BBC.

## Vita privata
Nel febbraio 1999 Carmen Aristegui ha avuto il suo unico figlio, Emilio.